# Lienen
Lienen è un comune di 8 715 abitanti della Renania Settentrionale-Vestfalia, in Germania.
Appartiene al distretto governativo (Regierungsbezirk) di Münster ed al circondario (Kreis) di Steinfurt (targa ST).

## Geografia antropica

### Suddivisioni amministrative
Frazioni:
- Kattenvenne